# Piotr Puławski
Piotr Puławski, właśc. Peter Steiman (ur. 22 czerwca 1941, zm. 22 maja 2017 we Frankfurcie nad Menem) – polski wokalista i gitarzysta, instruktor latania akrobatycznego.

## Życiorys
Uczęszczał do VI Liceum Ogólnokształcącego im. Tadeusza Reytana w Warszawie. Na początku lat 60. XX wieku dołączył do zespołu Czerwono-Czarni w charakterze drugiego gitarzysty i wraz z zespołem w latach 1963–1965 wystąpił w trzech pierwszych edycjach Krajowego Festiwalu Piosenki Polskiej w Opolu oraz na koncertach zagranicznych w Czechosłowacji i NRD w 1964. Następnie był współzałożycielem, wokalistą i gitarzystą zespołu Polanie. Wraz tym zespołem w listopadzie 1965 wystąpił na jednej estradzie z grupą The Animals, a także dokonał nagrań fonograficznych i wziął udział w trasach koncertowych po RFN, Skandynawii i ZSRR. Po rozpadzie zespołu Polanie Puławski osiadł w Skandynawii, a pod koniec 1970 emigrował na stałe do RFN, gdzie pracował w branży komputerowej. Był również instruktorem latania akrobatycznego, należał do niemieckiej kadry narodowej, biorąc udział między innymi w mistrzostwach świata.
W latach 1996 i 2009 brał udział w próbach reaktywacji Polan, a w latach 2015 i 2016 w koncertach jubileuszowych z okazji 55-lecia powstania zespołu Czerwono-Czarni.